# Postsaver
Postsaver är ett registrerat varumärke för en metod att rötskyddsbehandla trä som ska vara i kontakt med mark, till exempel stolpar för stängsel, telefoni, el, m.m.
Den del av stolpen som ska vara i kontakt med jorden förses med en strumpa av polyeten. På strumpans insida finns bitumen, dvs. asfalt. Man värmer upp stolpen och då strumpan krymps kring stolpen smälts bitumen in i träet som därigenom får ett skydd mot röta.